# Agromyza chillcotti
Agromyza chillcotti är en tvåvingeart som beskrevs av Spencer 1969. Agromyza chillcotti ingår i släktet Agromyza och familjen minerarflugor.
Artens utbredningsområde är Ontario. Inga underarter finns listade i Catalogue of Life.